# Kwame Watson-Siriboe
Kwame Watson-Siriboe (Chino Hills, 13 november 1986) is een Amerikaans voetbalspeler die onder contract staat bij New York City FC in de Major League Soccer. Zijn positie is Middenvelder.

## Carrière
In 2006 speelde hij 1 wedstrijd voor Westchester Flames. In 2010 kwam hij bij eersteklasser Chicago Fire terecht. In 2011 werd hij uitgeleend aan FC Tampa Bay. In 2012 maakte hij de overstap naar Real Salt Lake waar hij begin 2014 werd uitgeleend aan Orange County Blues FC. In de zomer van 2014 mocht hij een contract tekenen bij New York City FC, de club waar ook Frank Lampard en David Villa al een contract hebben getekend. Doordat de club pas vanaf 2015 in actie mag komen wordt hij eerste nog een half jaar uitgeleend aan de Amerikaanse tweededklasser Carolina RailHawks FC.